# がんばりやのかめトランキラ
『がんばりやのかめトランキラ』（Tranquilla Trampeltreu）は、ドイツの児童文学作家ミヒャエル・エンデの絵本である。1979年に日本語版が刊行されたが、現在は絶版となっており入手できない。発行元はほるぷ出版。

## あらすじ
かめのトランキラが偉大な王様、「レオ28世」の結婚式に行こうとする。かめのトランキラはゆっくり、ゆっくり進んでいく。途中で、行くことをたくさんの動物に止められるがあきらめずに行く。

## 主な登場人物
トランキラ
この話の主人公。亀。
バッタ
結婚式にいく途中で初めて会う、生き物。
かたつむり
池のそばにいる。2番目に会話する。
とかげ
カボチャの上でひなたぼっこをしていた。3番目に会話する。
からす
2羽で、トランキラにひどい言葉をかける4番目に会話する。
さる
最後に会話する。結婚式場を教える。